# Galanda hebrusalis
Galanda hebrusalis är en fjärilsart som beskrevs av Walker 1858. Galanda hebrusalis ingår i släktet Galanda och familjen nattflyn. Inga underarter finns listade i Catalogue of Life.